# تتیس (قمر)

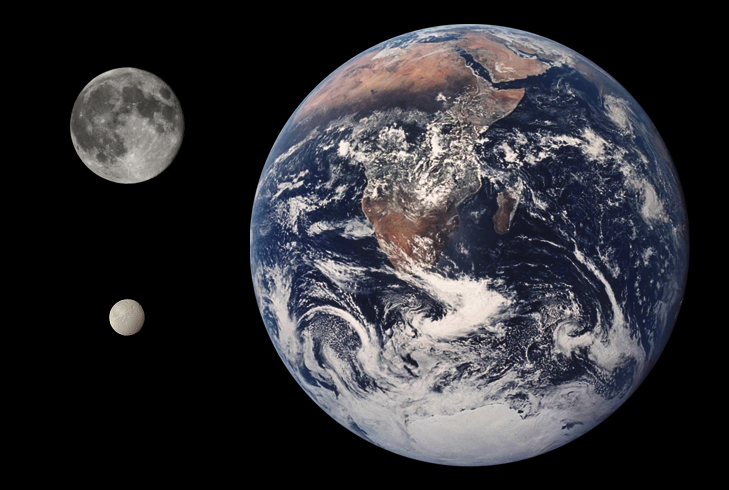
زمین و ماه آن (در بالا)در مقایسه با تتیس (در پایین سمت چپ)

تِتیس از ماه‌های بزرگ سیارهٔ کیوان است که در سال ۱۶۸۴ توسط جووانی دومنیکو کاسینی کشف شده است.
قطر آن ۱۰۵۰ کیلومتر قدر آن ۴/۱۰ و فاصله متوسط از مرکز زحل ۲۹۴٬۷۰۰ کیلومتر است.
چگالی آن به آب بسیار نزدیک است .